# Rodica (wieś)
Rodica – wieś w Słowenii, w gminie Domžale. W 2018 roku liczyła 846 mieszkańców.